# Park Ji-hoon
Park Ji-hoon (Hangul: 박지훈; n. 29 mai 1999, Masan⁠(d), Coreea de Sud) este un cântăreț și actor sud-coreean. Acesta este cel mai bine cunoscut pentru clasarea pe locul 2 la Produce 101 sezonul 2 și debutul în trupa de băieți Wanna One. Ji-hoon a început o carieră muzicală solo în martie 2019, odată cu lansarea primului său mini-album, O'Clock . 

## Tinerețe și educație
Park Ji-hoon s-a născut pe 29 mai 1999, în Masan, Coreea de Sud. Deși provine din provincia Gyeongsang, Ji-hoon locuiește în Seul de când avea șapte ani. A absolvit Școala Gimnazială de Arte Tradiționale, unde a studiat teatru muzical și Liceul de Arte ale Spectacolului din Seul (SOPA) El a început studiile la Departamentul de Teatru al Universității Chung-Ang în anul 2018.

## Carieră

### 2006–2016: Începuturi
Ji-hoon a debutat ca actor când era copil, participând la piesele de teatru muzical Peter Pan (2007-2009), The Harmonium in My Memory (2010), Radio Star (2010-2011) și la dramele de televiziune Jumong (2006-2007), The King and I (2007–2008), Kimchi Cheese Smile (2007–2008), Iljimae (2008) și multe altele.
În adolescență a luat o pauză de la actorie și a început să se pregătească pentru a deveni idol sub SM Entertainment și Fantagio. Ulterior s-a transferat la Maroo Entertainment.

### 2017–2018:Produce 101și Wanna One
În 2017, Park Ji-hoon a reprezentat Maroo Entertainment în cel de-al doilea sezon al Produce 101. El a experimentat o creștere bruscă a popularității după ce a devenit viral ca „wink boy”, în videoclipul melodiei tematice „It's Me (Pick Me)”, înainte ca show-ul să înceapă să se difuzeze. Ulterior a devenit și mai popular datorită sloganului inventat de el „Te salvez în inima mea” (ko: 마음 마음 속에 저장)" care a fost folosite în diverse campanii de marketing și pe social media, devenind cel mai bun slogan al anului 2017 potrivit KOCCA. Ji-hoon s-a clasat pe locul doi în concurs, devenind membru al trupei de băieți Wanna One, sub YMC Entertainment. Wanna One s-au despărțit pe 31 decembrie 2018 și au finalizat oficial activitățile prin concertele „Therefore” desfășurate în perioada 24-27 ianuarie la Gocheok Sky Dome.

### 2019: Revenire la actorie și carieră solo
Pe 26 martie, Ji-hoon a lansat albumul solo de debut, O'Clock, cu single-ul "Love" În aceeași lună, el a fost anunțat ca parte din distribuția dramei istorice Flower Crew: Joseon Marriage Agency, care a început să se difuzeze pe 16 septembrie.

## Discografie

### Mini-albume
| Titlu   | Detalii despre album                                                                        | Poziții de vârf în clasamente | Vânzări        |
| Titlu   | Detalii despre album                                                                        | KOR                           | Vânzări        |
| ------- | ------------------------------------------------------------------------------------------- | ----------------------------- | -------------- |
| O'Clock | - Lansat: 26 martie 2019 - Companie: Maroo Entertainment - Formate: CD, descărcare digitală | 2                             | - KOR: 109.033 |

## Single-uri
| Titlu     | An   | Poziții de vârf în clasamente | Album   |
| Titlu     | An   | KOR                           | Album   |
| --------- | ---- | ----------------------------- | ------- |
| "L.O.V.E" | 2019 | 59                            | O'Clock |

## Filmografie

### Drame
| An        | Titlu                               | Canal      | Rol                              |
| --------- | ----------------------------------- | ---------- | -------------------------------- |
| 2006-2007 | Jumong                              | MBC        |                                  |
| 2007      | The Stories of One Thousand People  | SBS        | Lee Dong-gyu (episodul 20)       |
| 2007-2008 | Kimchi Cheese Smile                 | MBC        |                                  |
| 2007-2008 | The King and I                      | SBS        | Eunuc                            |
| 2008      | Iljimae                             | SBS        | Fiul unui sătean                 |
| 2011      | The Unlimited Show                  | Tooniverse | Kang Jae-min (Episoadele 10, 11) |
| 2019      | Flower Crew: Joseon Marriage Agency | JTBC       | Go Young-soo                     |

### Emisiuni TV
| An   | Titlu                   | Canal | Rol       | Notițe                  |
| ---- | ----------------------- | ----- | --------- | ----------------------- |
| 2017 | Produce 101 (sezonul 2) | MNet  | Concurent | A terminat pe locul doi |

## Premii
| An   | Premii                       | Categorie                                   |
| ---- | ---------------------------- | ------------------------------------------- |
| 2019 | 14th Asia Model Awards       | Premiul Asia Star (cântăreți)               |
| 2019 | Soribada Best K-Music Awards | Premiul Bonsang                             |
| 2019 | Soribada Best K-Music Awards | Premiul pentru Noul Icon al Valului Coreean |